# الملكية الفكرية للشعوب الأصلية
الملكية الفكرية للشعوب الأصلية هو مصطلح يستخدم في المنتديات الوطنية والدولية لوصف الملكية الفكرية "المملوكة بشكل جماعي" لمختلف السكان الأصليين، وبالتالي، حقوقهم القانونية في حماية محددة مثل هذه الممتلكات. وتشمل هذه الخاصية المعارف التقليدية المتحصّلة من جماعاتهم والعديد من جوانب تراثهم الثقافي ومعارفهم، بما في ذلك ما توارث من المعارف شفهياً. في أستراليا، يشيع استخدام مصطلح «ثقافة الشعوب الأصلية والملكية الثقافية والفكرية الأصلية»، ويعرف اختصارًا ICIP.
لقد بُذلت جهود مختلفة منذ أواخر القرن العشرين لتوفير نوع من الحماية القانونية للملكية الفكرية للسكان الأصليين في البلدان المستعمَرة، بما في ذلك عدد من الإعلانات الصادرة عن اتفاقيات مختلفة للشعوب الأصلية. أُنشئت المنظمة العالمية للملكية الفكرية (الويبو) في عام 1970 لتعزيز وحماية الملكية الفكرية في جميع أنحاء العالم من خلال التعاون مع البلدان والمنظمات الدولية. يتضمن إعلان حقوق الشعوب الأصلية الصادر عن الأمم المتحدة (UNDRIP)، الذي وقعته 144 دولة عام 2007، عدة بنود تتعلق على وجه التحديد بحماية الملكية الفكرية للشعوب الأصلية.
تشمل النزاعات حول ملكية السكان الأصليين عدة قضايا تتعلق بقبائل ماوري في نيوزيلندا.

## الخلفية
الملكية الفكرية للشعوب الأصلية هو مفهوم تطور ليكون مكافئًا ومماثلًا للمفاهيم الغربية السائدة لقانون الملكية الفكرية، وقد روّجت له المنظمة العالمية للملكية الفكرية (ويبو) كجزء من جهد أوسع تؤدّيه الأمم المتحدة لرؤية التراث الثقافي غير المادي للشعوب الأصلية حول العالم، يحظى بتقدير أفضل وحمايته بشكل أفضل من سوء المعاملة الملموسة والمستمرة، حيث لا يغطيها القانون الغربي بشكل كافٍ.
المعارف التقليدية للشعوب الأصلية هي جزء لا يتجزأ من تراثها الثقافي. فالمعارف حول الأراضي والبحار والأماكن وما يرتبط بها من أغانٍ وقصص وممارسات اجتماعية وتقاليد شفهية هي أصول مهمة للمجتمعات الأصلية. وتنتقل هذه المعرفة من جيل إلى جيل، ويُعيد السكان الأصليين تفسيرها باستمرار. ومن خلال وجود هذا التراث الثقافي غير المادي ونقله، يمكن للسكان الأصليين الارتباط بهوية مجتمعية.
تتعلق حقوق الملكية الفكرية للشعوب الأصلية بالحقوق القانونية لحماية ممتلكات محددة من هذا القبيل، والتي تشمل المعرفة الثقافية لجماعاتهم، وجوانب من تراثهم الثقافي في الفنون البصرية والأدب والفنون التعبيرية بالإضافة إلى العلوم والطب التقليدي. وقد تشمل المعرفة المحفوظة في التاريخ الشفوي.
تدخلت الهيئات الدولية مثل الأمم المتحدة في هذا الموضوع، وأصدرت إعلانات أكثر تحديدًا بأن الملكية الفكرية تشمل أيضًا الملكية الثقافية مثل المواقع التاريخية والتحف والتصاميم واللغة والاحتفالات والفنون الأدائية بالإضافة إلى الأعمال الفنية والأدبية.
واجهت الدول القومية في جميع أنحاء العالم صعوبات في التوفيق بين القوانين والأعراف الثقافية المحلية للشعوب الأصلية مع نظام قانوني غربي سائد، مما أدى في كثير من الحالات إلى ترك حقوق الملكية الفكرية الفردية والجماعية للشعوب الأصلية دون حماية إلى حد كبير.
وضع صندوق حقوق الأمريكيين الأصليين (NARF) عدة أهداف حول قانون المعاهدات والملكية الفكرية، ومع تأكيد عضو مجلس الإدارة البروفيسورة ريبيكا تسوسي على أهمية أن تكون حقوق الملكية هذه مملوكة بشكل جماعي وليس فرديًا:
الهدف طويل الأمد هو في الواقع الحصول على نظام قانوني، وبالتأكيد يمكن لمعاهدة أن تفعل ذلك، تعترف بشيئين. الأول، أنه يعترف بأن الشعوب الأصلية هي شعوب لها الحق في تقرير المصير الذي يشمل حقوق الحكم على جميع الممتلكات التي تنتمي إلى الشعب الأصلي. والثاني، أنه يعترف ويقر بأن أشكال التعبير الثقافي للشعوب الأصلية هي شكل من أشكال الملكية الفكرية وأن المعرفة التقليدية هي شكل من أشكال الملكية الفكرية، ولكنها موارد جماعية - لذا لا يمكن لأي فرد أن يتخلى ويتنازل عن حقوق تلك الموارد. بل إن الأمم القبلية تمتلكها في الواقع بشكل جماعي.

## المصطلحات
من المصطلحات المستخدمة في أستراليا بشكل خاص مصطلح "الملكية الثقافية والفكرية للشعوب الأصلية" ويختصر بـ ICIP، وغالبًا ما ينطبق مصطلح التراث الثقافي على نفس المفهوم. مصطلح "حقوق الملكية الثقافية والفكرية للشعوب الأصلية" يُختصر بـ ICIPR.

### أشكال التعبير الثقافي التقليدي
"أشكال التعبير الثقافي التقليدي" هي عبارة تستخدمها المنظمة العالمية للملكية الفكرية (ويبو) للإشارة إلى "أي شكل من أشكال التعبير الفني والأدبي الذي تتجسد فيها الثقافة والمعرفة التقليدية. وتنتقل من جيل إلى جيل وتشمل المنسوجات اليدوية واللوحات الفنية والقصص والأساطير والاحتفالات والموسيقى والأغاني والإيقاعات والرقص".
قد تشمل "التعبيرات الثقافية التقليدية" التصاميمَ والأنماطَ والأساليب، ما يعني أن تطبيق قوانين حقوق المؤلف الدولية التقليدية الغربية - التي تنطبق على عملٍ محددٍ بدلاً من نمط وأسلوب - يمكن أن يكون مشكلة. وغالبًا ما تتعامل القوانين العرفية للشعوب الأصلية مع هذه المفاهيم بشكل مختلف، وقد تفرض قيودًا على استخدام الأنماط والأساليب والمفاهيم الأساسية.

## التصريحات والبيانات
أصدرت عدد من مجتمعات الأمريكيين الأصليين والشعوب والأمم الأولى في كندا تصريحات وإعلانات قبلية قبل 35 عامًا. وفي الفترة التي سبقت سنة الأمم المتحدة الدولية للشعوب الأصلية في العالم (1993)، ثم خلال عقد الأمم المتحدة التالي للشعوب الأصلية في العالم (1995-2004)، عقدت عدة مؤتمرات شارك فيها مختصّون من الشعوب الأصلية وغير الأصلية في أجزاء مختلفة من العالم، مما أسفر عن عدد من الإعلانات والبيانات الموحدة التي تحدد وتعرف وتشرح وتحسن وتعرف "الملكية الفكرية للشعوب الأصلية" رغم أن الثقل والوزن القانوني لمعظمها لم يتم اختباره بعد.
منذ سبعينيات القرن العشرين، نظمت الجماعات القبلية في أمريكا الشمالية تظاهرات ضد استخدام غير الأصليين لعناصر الثقافة الأمريكية الأصلية مثل بيع المنتجات والخدمات التي يُزعم أنها مشتقة ومستمدة من المعارف التقليدية للسكان الأصليين.
حلقة شيوخ الشعوب الأصليين، أكتوبر/تشرين الأول 1980
قبل أن تؤكّد الجمعية العامة للأمم المتحدة على أن الطقوس والاحتفالات والمعارف الطقوسية هي ملكية فكرية محمية، اجتمعت تحالفات صغيرة من القادة الثقافيين للشعوب الأصليين لإصدار بيانات وإعلانات حول حماية المعرفة الطقسية/الاحتفالية. عام 1980، اجتمع القادة الروحانيين لقبيلة الشايان الشمالية، ونافاجو، وهوبي، وشعب مسكوكي، وأجيبوي-كري، وإيراكوي وقبيلة لاكوتا في محمية الشايان الشمالية في مونتانا وأصدروا قرار الاجتماع السنوي الخامس لحلقة حكماء/شيوخ الشعوب التقليدية، الذي نص على:
إن هؤلاء الأشخاص (من غير الشعوب الأصلية) يجمعون أشخاصاً من غير الهنود كأتباع يعتقدون أنهم يتلقون تعليمات من الشعب الأصلي. ونحن الشيوخ/الحكماء وممثلونا الجالسون في المجلس، نحذر هؤلاء الأتباع من غير الهنود بأننا نفهم أن هذه ليست عملية سليمة، وأن السلطة لحمل هذه الأشياء المقدسة تُمنح من قبل الشعب...

إعلان بليم، يوليو/تموز 1988
انعقد أول مؤتمر دولي للجمعية الدولية لعلم الأحياء الإثنية الذي ضم علماء، وبيئيين والشعوب الأصلية في بليم في البرازيل. وقد عرّفوا أنفسهم بشكل جماعي بأنهم علماء الأحياء العرقية، وأعلنوا أنه (من بين أمور أخرى) بما أن "ثقافات الشعوب الأصلية حول العالم تتعرض للتشوية والتدمير". وقد نص في إعلان بيليم:
و(يجب) إنشاء آليات يتم بموجبها الاعتراف بالمتخصصين من السكان الأصليين كسلطات معتمدة ويتم استشارتهم في جميع البرامج التي تؤثر عليهم وعلى مواردهم وبيئتهم...
 ويجب تطوير ووضع إجراءات لتعويض الشعوب الأصلية عن استخدام معارفهم ومواردهم البيولوجية.
إعلان كاري-أوكا، مايو/آيار 1992

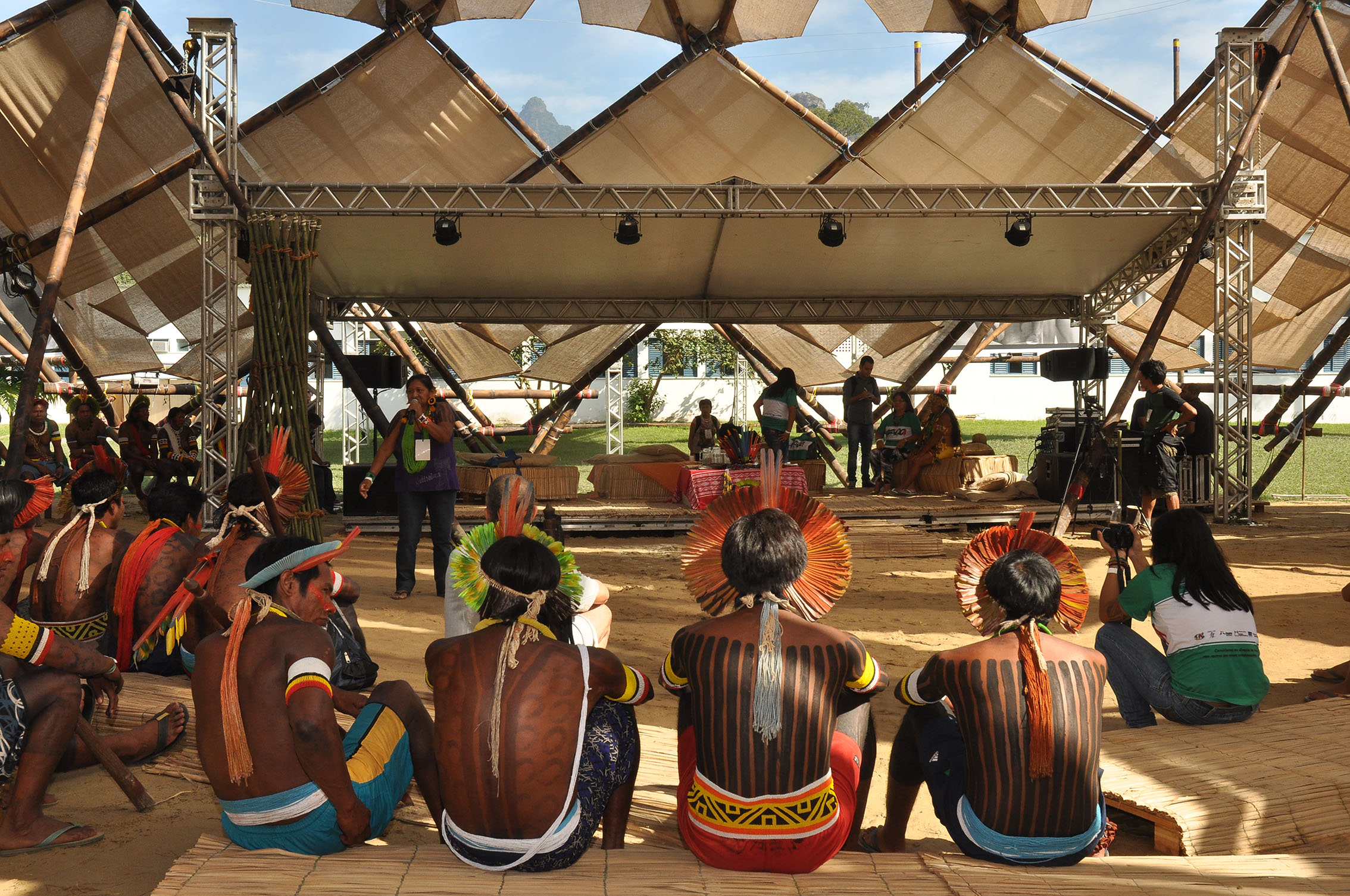
اجتماع لأعضاء مجموعة من شعب كاري-أوكا الأصلية

تم التأكيد على إعلان كاري-أوكا وميثاق الأرض للشعوب الأصلية لأول مرة في البرازيل في مايو/آيار 1992، ثم أعيد تأكيده في إندونيسيا في يونيو/حزيران 2002. وصادقت على هذه الوثيقة شعوب أصلية من الأمريكتين وآسيا وأفريقيا وأستراليا وأوروبا والمحيط الهادئ الذين اجتمعوا في قرى كاري-أوكا بصوت واحد للتعبير بشكل جماعي عن قلقهم البالغ والشديد إزاء الطريقة التي يستغل بها العالم الموارد الطبيعية التي تعتمد عليها الشعوب الأصلية.
تم الإشارة بشكل محدد في ميثاق الأرض للشعوب الأصلية إلى الانتهاكات الملموسة لحقوق الملكية الفكرية والثقافية للشعوب الأصلية. تحت العنوان "الثقافة والعلم والملكية الفكرية" من بين أمور أخرى، تم التأكيد على:
99: يجب اعتبار الاستيلاء على الطب التقليدي والمعارف التقليدية من الشعوب الأصلية جريمة في حق الشعوب الأصلية...

102: بصفتنا مبدعين وحملة حضارات قدمت وما زالت تواصل مشاركة المعرفة والخبرة والقيم مع البشرية، نطالب بضمان حقوقنا في الملكية الفكرية والثقافية وأن تكون آليات كل منها لصالح شعوبنا...

104: يجب وضع وتنفيذ قواعد وآليات حماية للإبداع الفني والحرفي لشعوبنا من أجل تجنب النهب والانتحال والتعرض والاستخدام غير المبرر...
إعلان لاكوتا، يونيو/حزيران 1993
في قمة لاكوتا الخامسة، وهو تجمع دولي لشعوب لاكوتا وداكوتا وناكوتا في الولايات المتحدة وكندا، أقرّ نحو 500 ممثل من 40 قبيلة وعصبة مختلفة من لاكوتا بالإجماع "إعلان حرب ضد مستغلي روحانية لاكوتا". وأكد الممثلون على سياسة عدم التسامح مطلقًا مع استغلال المعارف الطقوسية للاكوتا، والداكوتا، والناكوتا:
بينما نحن المنظمون لسلسلة مستمرة من المنتديات الشاملة حول إساءة استخدام واستغلال روحانية لاكوتا؛...

6. إننا نحث الشعوب الأصلية وزعماء القبائل والمجالس الحاكمة لجميع الشعوب الهندية الأخرى، وكذلك جميع المنظمات الهندية الوطنية، على الانضمام إلينا في الدعوة إلى وقفٍ فوريٍ لهذا الاستغلال المتفشي لتقاليدنا الهندية الأمريكية المقدّسة من خلال إصدار بيانات تدين وتندد بهذه الانتهاكات؛ لأن شعوب لاكوتا، وداكوتا، وناكوتا، ليست وحدها من ينتهك غير الهنود ممارسَاتها الروحية بشكل منهجي.
إعلان ماتاتوا، يونيو/حزيران 1993
في 18 يونيو/حزيران 1993، اجتمع 150 مندوباً من أربعة عشر بلداً، بمن فيهم ممثلون عن الشعوب الأصلية من اليابان (آينو)، وأستراليا، وجزر كوك، وفيجي، والهند، وبنما، وبيرو، والفلبين، وسورينام، والولايات المتحدة، وأوتياروا (نيوزيلندا)، في واكاتاني (منطقة خليج بلينتي في نيوزيلندا). وأكدّ التجمّع على أن معارف الشعوب الأصلية مفيدة لجميع البشرية؛ وأقر بأن الشعوب الأصلية على استعداد لتقديم معارفها لجميع البشرية شريطة حماية حقوقهم الأساسية في تحديد هذه المعارف والتحكم فيها؛ من قبل المجتمع الدولي؛ وأصرت على أن يكون المستفيدون الأوائل من معارف الشعوب الأصلية هم المنحدرون والأحفاد الأصليون المباشرين؛ وأعلنت أن جميع أشكال استغلال معارف الشعوب الأصلية يجب أن تتوقف.
وبموجب القسم الثاني من إعلانهم، إعلان ماتاتوا بشأن حقوق الملكية الثقافية والفكرية للشعوب الأصلية، يطلب المعلنون بشكلٍ خاصٍ من الوكالات الحكومية والوطنية والدولية ما يلي:
2.1: الاعتراف بأن الشعوب الأصلية هم حماة معرفتهم التقليدية ولديهم الحق في حماية تلك المعرفة والتحكم في نشرها.

2.2: الاعتراف بأن الشعوب الأصلية لديها أيضًا الحق في خلق معرفة جديدة تستند إلى التقاليد الثقافية.

2.3: التسليم بأن حقوق الملكية الثقافية والفكرية للشعوب الأصلية مسندة إلى أولئك الذين أنشأوها.
بيان جولايينبول، نوفمبر/تشرين الثاني 1993

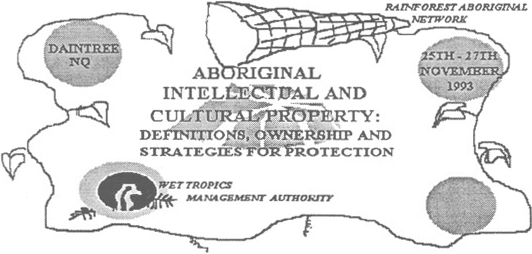
شعار مؤتمر جولاينبول للملكية الفكرية للشعوب الأصلية (1993)

أنبثق بيان جولايينبول بشأن حقوق الملكية الفكرية للشعوب الأصلية من اجتماع ضم متخصصين من السكان الأصليين وغير الأصليين، حيث اتفقوا في جينجاربا، في شمال شرق أستراليا، على أن حقوق الملكية الفكرية للشعوب الأصلية يتم تحديدها بشكل أفضل من خلال قوانينهم العرفية الخاصة بجماعات السكان الأصليين أنفسهم وفي هذا الإعلان، تم إعادة تسمية القوانين العرفية للشعوب الأصلية بــ "القوانين العرفية للسكان الأصليين"، وتم الإصرار والتأكيد على ضرورة الاعتراف بهذه القوانين ومعاملتها على قدم المساواة مع أي أنظمة قانونية أخرى:

الملكية الفكرية للشعوب الأصلية، في إطار القانون العام للشعوب الأصلية، هي حق متأصل وغير قابل للتصرف ولا يمكن إنهاؤه أو إلغاؤه أو الاستيلاء عليه... أي استخدام للملكية الفكرية للأمم والشعوب الأصلية يجب أن يتم فقط وفقًا للقانون العام للشعوب الأصلية، وأي استخدام غير مصرح به محظور تمامًا.".
انسحاب قبائل هوبي وأباتشي
في عام 1994، طالبت عدد من المنظمات القبلية الأمريكية الأصلية المتاحف بإزالة مواد معينة من العرض وعدم إتاحتها للجمهور. واستندوا في شكاويهم إلى قانون حماية قبور الأمريكيين الأصليين وقانون الإعادة إلى الوطن (NAGPRA). كان موقفهم أنهم سيسمحون بمثل هذه الاستخدامات بشكل انتقائي فقط وبإذن صريح من أقارب المتوفين وأصحاب الممتلكات الجنائزية الذين ترغب المتاحف بعرض بقايايهم البشرية طالب فيرنون ماساييفا، الرئيس التنفيذي لقبيلة هوبي، واتحاد قبائل الأباتشي، بأن تنهي عدة متاحف أمريكية جميع عروضها العامة للمواد المستمدة من ثقافتهم القبلية والوصول إليها، بما في ذلك "الصور، والنصوص، والطقوس والاحتفالات، والموسيقى، والأغاني، والقصص، والرموز، والمعتقدات، والعادات، والأفكار، والمفاهيم والملاحظات الإثنوغرافية الميدانية، والأفلام الروائية، والأعمال التاريخية، وأي وسيلة أخرى قد تظهر فيها ثقافتهم حرفيًا أو متخيلة أو معبر عنها أو محاكاة ساخرة أو مزخرفة". كما طالبت العديد من قبائل الأباتشي مثل قبيلة أباتشي الجبل الأبيض أيضًا باستعادة القطع الأثرية والجثث التي أخذها هواة جمع التحف من أراضيهم على مرّ الزمن
بيان سانتا كروز دي لا سييرا، سبتمبر/أيلول 1994
عقد اجتماع إقليمي في سانتا كروز دي لا سييرا، بوليفيا، حيث اتفقت الشعوب الأصلية من أمريكا الجنوبية التي تشعر بالقلق إزاء الطريقة التي يبدو أن أنظمة الملكية الفكرية السائدة دولياً تحابي وتفضل استحواذ المعارف والموارد الخاصة بالشعوب الأصلية لأغراض تجارية. واتفقوا في بيان سانتا كروز دي لا سييرا حول الملكية الفكرية على ما يلي:
بالنسبة لأفراد الشعوب الأصلية، فإن المعرفة وتحديد استخدام الموارد أمر جماعي ومتوارث عبر الأجيال. ولا يمكن للأفراد أو المجتمعات، ولا الحكومة، بيع أو نقل ملكية الموارد [الثقافية] التي هي ملك للشعب والتي يتحمل كل جيل مسؤولية حمايتها للأجيال القادمة...

ويجب أن تكون هناك آليات مناسبة للحفاظ على حق الشعوب الأصلية وضمانها في منع الوصول العشوائي إلى الموارد [الثقافية] لمجتمعاتنا أو شعوبنا وإتاحة إمكانية الطعن في براءات الاختراع أو غيرها من الحقوق الحصرية الأخرى لما هو في الأساس ملك للشعوب الأصلية..
بيان تامبونان، فبراير/شباط 1995
اجتمعت الشعوب الأصلية في آسيا في تامبونان، صباح، ماليزيا، لتأكيد حقوقهم في تقرير المصير، والتعبير عن قلقهم ومخاوفهم من التهديد الذي قد تشكّله أنظمة حقوق الملكية الفكرية "الغربية" غير المألوفة لهم. وتم الاتفاق في بيان تامبونان بشأن حماية معارف الشعوب الأصلية والحفاظ عليها، على ما يلي:
بالنسبة للشعوب الأصلية في آسيا، فإن نظام حقوق الملكية الفكرية ليس مفهومًا جديدًا جدًا فحسب، بل هو أيضًا مفهوم غربي جدًا... فمع حقوق الملكية الفكرية [على النمط الغربي]، سيتم وضع قوانين غريبة لاستغلال معارف الشعوب الأصلية ومواردها [الثقافية].
بيان سوفا، أبريل/نيسان 1995
اجتمع المشاركون من البلدان المستقلة و"الأقاليم المستعمرة غير المستقلة" في منطقة المحيط الهادئ في سوفا، فيجي، لمناقشة أنظمة حقوق الملكية الفكرية السائدة دولياً، وقرروا في ذلك الاجتماع دعم مبادرات كاري أوكا، وماتاأتوا، وجولايينبول، وسانتا كروز دي لا سييرا، وتامبونان (المذكورة) أعلاه. وفي بيانهم، وهو بيان سوفا بشأن معارف وحقوق الملكية الفكرية للشعوب الأصلية، أعلن المشاركون:
أعلنوا أن الشعوب الأصلية على استعداد لمشاركة معرفتها مع البشرية بشرط أن تحدد متى وأين وكيف يتم استخدامها: في الوقت الحاضر، لا يعترف النظام الدولي مساهمتنا الماضية والحاضرة والمستقبلية أو يحترمها...

السعي إلى إعادة الموارد [الثقافية] للشعوب الأصلية الموجودة بالفعل في مجموعات خارجية، والسعي للحصول على تعويضات وعائدات من التطورات التجارية الناتجة عن هذه الموارد.

[السعي إلى] تعزيز قدرات الشعوب الأصلية في الحفاظ على تقاليدها الشفوية، وتشجيع مبادرات الشعوب الأصلية لتسجيل معارفها... وفقًا لإجراءات الوصول العرفية الخاصة بهم.
إعلان كيمبرلي، أغسطس/آب 2002
حضر السكان الأصليون من جميع أنحاء العالم قمة دولية للشعوب الأصلية حول التنمية المستدامة في أراضي كويسان، كيمبرلي، في جنوب أفريقيا، في أغسطس/آب 2002، حيث أكدوا مجددًا على الإعلانات والبيانات السابقة (أعلاه)، وأعلنوا، من بين أمور أخرى ما يلي:
يجب احترام وتعزيز وحماية نظم معارفنا التقليدية؛ يجب ضمان وتأمين حقوق الملكية الفكرية الجماعية الخاصة بنا وكفالتها. معارفنا التقليدية ليست ملكاً عاماً؛ إنها ملكية جماعية وثقافية وفكرية محمية بموجب قانوننا العرفي. ويعد الاستخدام غير المصرح به للمعارف التقليدية واختلاسها سرقة.

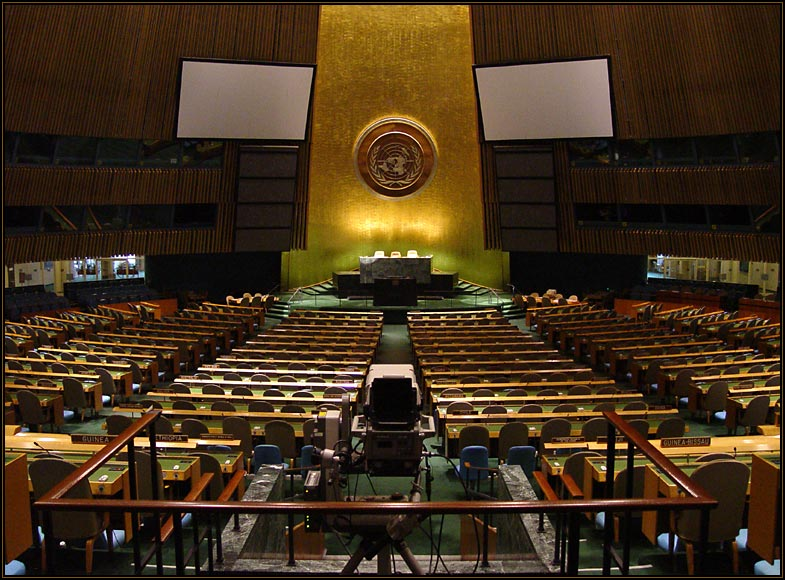
اجتماع الجمعية العامة للأمم المتحدة 2003

في الدورة الحادية والستين للجمعية العامة للأمم المتحدة، في 13 سبتمبر/أيلول 2007، قررت أغلبية ساحقة من الأعضاء اعتماد إعلان حقوق الشعوب الأصلية (UNDRIP)، وهو قرار غير ملزم قانونياً يحدد ويعرف الحقوق الفردية والجماعية للشعوب الأصلية. صوتت 144 دولة لصالح القرار، بينما صوتت 4 دول ضده (أستراليا، وكندا، ونيوزيلندا والولايات المتحدة) وامتنعت 11 دولة عن التصويت. وقد عدلت الدول الأربع المعارضة عن موقفها بعد بضع سنوات.
تتعلق بعض بنود إعلان الأمم المتحدة بشأن حقوق الشعوب الأصلية بالملكية الفكرية الخاصة بهم. يعترف الإعلان "بالحاجة الملحة لاحترام وتعزيز الحقوق المتأصلة للشعوب الأصلية المستمدة من هياكلهم السياسية والاقتصادية والاجتماعية ومن ثقافاتهم وتقاليدهم الروحية وتواريخهم وفلسفاتهم...؛" ويؤكد مجددًا "...أن الشعوب الأصلية تمتلك حقوقًا جماعية لا غنى عنها لوجودهم ورفاههم وتطورهم المتكامل كأمم وشعوب..." ويعلن كمعيار متفق عليه للدول الأعضاء حول العالم:
- المادة 11: للشعوب الأصلية الحق في ممارسة وإحياء تقاليدهم وعاداتهم الثقافية. ويشمل هذا الحق الحفاظ على، وحماية، وتطوير مظاهر ثقافاتهم في الماضي والحاضر والمستقبل، مثل المواقع الأثرية والتاريخية، والمصنوعات اليدوية، والتصاميم، والمراسم والاحتفالات، والتقنيات، والفنون البصرية والأدائية، والأدب... يجب على الدول توفير سبل الإنصاف والتعويض من خلال آليات فعالة، قد تشمل إعادة الممتلكات وردها، ويتم تطويرها بالتعاون والاشتراك مع الشعوب الأصلية، فيما يتعلق بممتلكاتهم الثقافية والفكرية والدينية والروحية التي تم أخذها دون موافقتهم الحرة والمسبقة والمستنيرة أو في انتهاك لقوانينهم وتقاليدهم وعاداتهم.
- المادة 24: للشعوب الأصلية الحق في الطب التقليدي والمحافظة على ممارساتها الصحية، بما في ذلك الحفاظ على النباتات الطبية والحيوانات والمعادن الحيوية...
- المادة 31: للشعوب الأصلية الحق في صون ومراقبة وحماية تراثهم الثقافي والحفاظ عليه، ومعارفهم التقليدية، وتعبيراتهم الثقافية التقليدية، وكذلك مظاهر علومهم، وتقنياتهم، وثقافاتهم، بما في ذلك الموارد البشرية والجينية، والبذور، والأدوية، والمعرفة بخصائص الحيوانات والنباتات، والتقاليد الشفوية، والأدب، والتصاميم، والألعاب الرياضية والألعاب التقليدية، والفنون البصرية والأدائية. كما أن لهم الحق في الحفاظ على ملكيتهم الفكرية لهذا التراث الثقافي، والمعارف التقليدية، والتعبيرات الثقافية التقليدية، والسيطرة عليها وحمايتها وتطويرها... ويجب على الدول، بالتعاون مع الشعوب الأصلية، اتخاذ تدابير فعالة للاعتراف بهذه الحقوق وحمايتها.

يشير منتقدو حركة منح حقوق الملكية الفكرية للشعوب الأصلية إلى أن المدة غير المحددة لمثل هذا السياق "غير تقليدية ولا يمكن التحكم فيها" ضمن الهيكل القانوني الحالي للملكية الفكرية.

- قرصنة بيولوجية
- تنقيب حيوي
- استحواذ ثقافي
- تحرير المعرفة
- تراث ثقافي غير مادي
- ملكية فكرية
- معرفة تقليدية

1. 
2. 
3. 
4. 
5. 
6. 
7. 
8. 
9. 
10. 
11. 
12. 
13. 
14. 
15. 
16. 
17. 
18. 
19. 
20. 
21. 
22. 
23. 
24. 
25. 
26. 
27. 
28. 
29. 
30. 
31. 
32. 
33. 
34. 
35. 
36. 
37. 

- المدونات والمبادئ التوجيهية والممارسات المتعلقة بتسجيل ورقمنة ونشر أشكال التعبير الثقافي التقليدي (قاعدة بيانات ويبو القابلة للبحث)